# Irmãos (álbum)
Irmãos é o quinto álbum ao vivo e o quarto DVD da dupla sertaneja Victor & Leo, lançado em 25 de maio de 2015. Foi gravado nos dias 28 e 29 de janeiro de 2015 nos Estúdios Quanta, em São Paulo. e contou com as participações de Lucyana e Wesley Safadão, das duplas Henrique & Juliano, Milionário & José Rico e Victor Freitas & Felipe, e da banda Malta. Já vendeu mais de 100.000 cópias.

## Faixas
| CD             |                                                                 |                               |          |  |
| N.º            | Título                                                          | Compositor(es)                | Duração  |  |
| 1.             | "Na Linha do Tempo"                                             | Sérgio Porto Marcelo Martins  | 5:55     |  |
| 2.             | "Noite Fria"                                                    | Victor Chaves Nice Silva      | 3:34     |  |
| 3.             | "10 Minutos Longe de Você" (participação de Henrique & Juliano) | Leo Chaves Martins            | 3:49     |  |
| 4.             | "Escuridão Iluminada" (participação de Wesley Safadão)          | Leo Chaves Paulinha Gonçalves | 3:49     |  |
| 5.             | "Conheço Pelo Cheiro"                                           | Victor Chaves                 | 4:18     |  |
| 6.             | "Simples Assim"                                                 | Victor Chaves                 | 3:04     |  |
| 7.             | "Estrada Vermelha" (participação de Milionário & José Rico)     | Victor Chaves                 | 3:57     |  |
| 8.             | "Tempo de Amor"                                                 | Victor Chaves                 | 3:32     |  |
| 9.             | "Momentos"                                                      | Victor Chaves                 | 3:27     |  |
| 10.            | "Sabor dos Ventos"                                              | Leo Chaves Martins            | 3:27     |  |
| 11.            | "Caminhos Diferentes"                                           | Leo Chaves Gonçalves          | 3:38     |  |
| 12.            | "Primeiros Erros"                                               | Kiko Zambianchi               | 3:29     |  |
| 13.            | "Vamos Fugir (Give Me Your Love)"                               | Gilberto Gil Liminha          | 2:59     |  |
| 14.            | "Nossa Trilha" (participação de Lucyana)                        | Leo Chaves Gonçalves          | 3:25     |  |
| 15.            | "Décimo Quinto Andar"                                           | Leo Chaves Gonçalves          | 3:08     |  |
| 16.            | "Anjo ou Fera" (participação de Malta)                          | Leo Chaves Gonçalves          | 3:37     |  |
| 17.            | "Vai Me Perdoando" (participação de Victor Freitas & Felipe)    | Gonçalves                     | 3:44     |  |
| 18.            | "Como Eu Amei"                                                  | Victor Chaves                 | 3:15     |  |
| Duração total: | Duração total:                                                  | Duração total:                | 01:06:08 |  |

| DVD |                                                                                 |         |  |
| N.º | Título                                                                          | Duração |  |
| 1.  | "Na Linha do Tempo"                                                             |         |  |
| 2.  | "Sabor dos Ventos"                                                              |         |  |
| 3.  | "Escuridão Iluminada" (participação de Wesley Safadão)                          |         |  |
| 4.  | "Caminhos Diferentes"                                                           |         |  |
| 5.  | "Sem Limites Para Sonhar (Reaching For The Infinite)" (participação de Lucyana) |         |  |
| 6.  | "Nossa Trilha" (participação de Lucyana)                                        |         |  |
| 7.  | "Noite Fria"                                                                    |         |  |
| 8.  | "Guerreiro"                                                                     |         |  |
| 9.  | "Décimo Quinto Andar"                                                           |         |  |
| 10. | "Vai Me Perdoando" (participação de Victor Freitas & Felipe)                    |         |  |
| 11. | "Como Eu Amei"                                                                  |         |  |
| 12. | "Simples Assim"                                                                 |         |  |
| 13. | "10 Minutos Longe de Você" (participação de Henrique & Juliano)                 |         |  |
| 14. | "Tempo de Amor"                                                                 |         |  |
| 15. | "Momentos"                                                                      |         |  |
| 16. | "Estrada Vermelha" (participação de Milionário & José Rico)                     |         |  |
| 17. | "Primeiros Erros"                                                               |         |  |
| 18. | "Vamos Fugir (Give Me Your Love)"                                               |         |  |
| 19. | "Anjo ou Fera" (participação de Malta)                                          |         |  |
| 20. | "Conheço Pelo Cheiro"                                                           |         |  |
| 21. | "Tudo Com Você"                                                                 |         |  |

| DVD (extras) |                                    |         |  |
| N.º          | Título                             | Duração |  |
| 22.          | "Making Of"                        |         |  |
| 23.          | "Na Linha do Tempo" (videoclipe)   |         |  |
| 24.          | "O Tempo Não Apaga" (videoclipe)   |         |  |
| 25.          | "Caminhos Diferentes" (videoclipe) |         |  |

## Histórico de lançamento
| Região | Data                | Formato(s)             |
| ------ | ------------------- | ---------------------- |
| Brasil | 25 de maio de 2015  | Download digital [ 5 ] |
| Brasil | 10 de junho de 2015 | CD DVD [ 6 ]           |